# Primul Război Balcanic
În timpul războaielor balcanice, Liga Balcanică (Serbia, Muntenegru, Grecia, și Bulgaria) întâi au cucerit teritoriile otomane Macedonia și cea mai mare parte a Traciei, iar apoi au intrat în conflict între ele asupra împărțirii acestor teritorii.
Tensiunile dintre statele balcanice legate de aspirațiile lor rivale în Rumelia, Rumelia Orientală, Tracia și Macedonia s-au mai domolit după intervenția Marilor Puteri la jumătatea secolului al XIX-lea, care au intenționat atât asigurarea unei protecții sporite majorității creștine și a păstrării status quo-ului. Problema viabilității stăpânirii otomane s-a pus însă din nou după revoluția Junilor Turci din iulie 1908, care l-a obligat pe sultan să repromulge constituția suspendată.
Serbia privea către Kosovo și spre sud, în Grecia, ofițerii au asigurat numirea unui guvern simpatizant, care sperau că va rezolva problema Cretei în favoarea Greciei, iar Bulgaria, a cărei independență îi fusese recunoscută de otomani în aprilie 1909 și care se bucura de bunăvoința Rusiei, privea către Tracia Otomană și nord-estul Macedoniei pentru o expansiune ulterioară. În martie 1910, o insurecție albaneză a izbucnit în Kosovo. În august 1910, Muntenegru a urmat precedentul Bulgariei, devenind un regat. În 1911, Italia a lansat o invazie asupra Tripolitaniei, urmată repede de ocuparea Insulelor Dodecaneze. Victoriile rapide ale Italiei asupra Imperiului Otoman au avut o influență majoră asupra declarației de război a statelor balcanice, în octombrie 1912 (în aceeași lună în care Italia a încheiat pacea cu turcii).
Muntenegru a pornit primul război balcanic, declarând război împotriva otomanilor la 8 octombrie 1912. Grecii au ocupat Salonicul, apoi Albania, Epirul, Macedonia și Tracia au căzut în mâinile aliaților, în timp ce otomanii au fost obligați să apere Constantinopolul. Un armistițiu a fost semnat între Bulgaria (care reprezenta și Serbia și Muntenegru) și Imperiul Otoman la 3 decembrie. Grecia continuat singură războiul, încercând să cucerească Ioannina, participând totuși la conferințele de pace de la Londra. Tratatul de la Londra a adus sfârșitul primului război balcanic, însă disputele teritoriale au rămas nerezolvate. Ca rezultat, cel de-al doilea război balcanic a urmat repede.

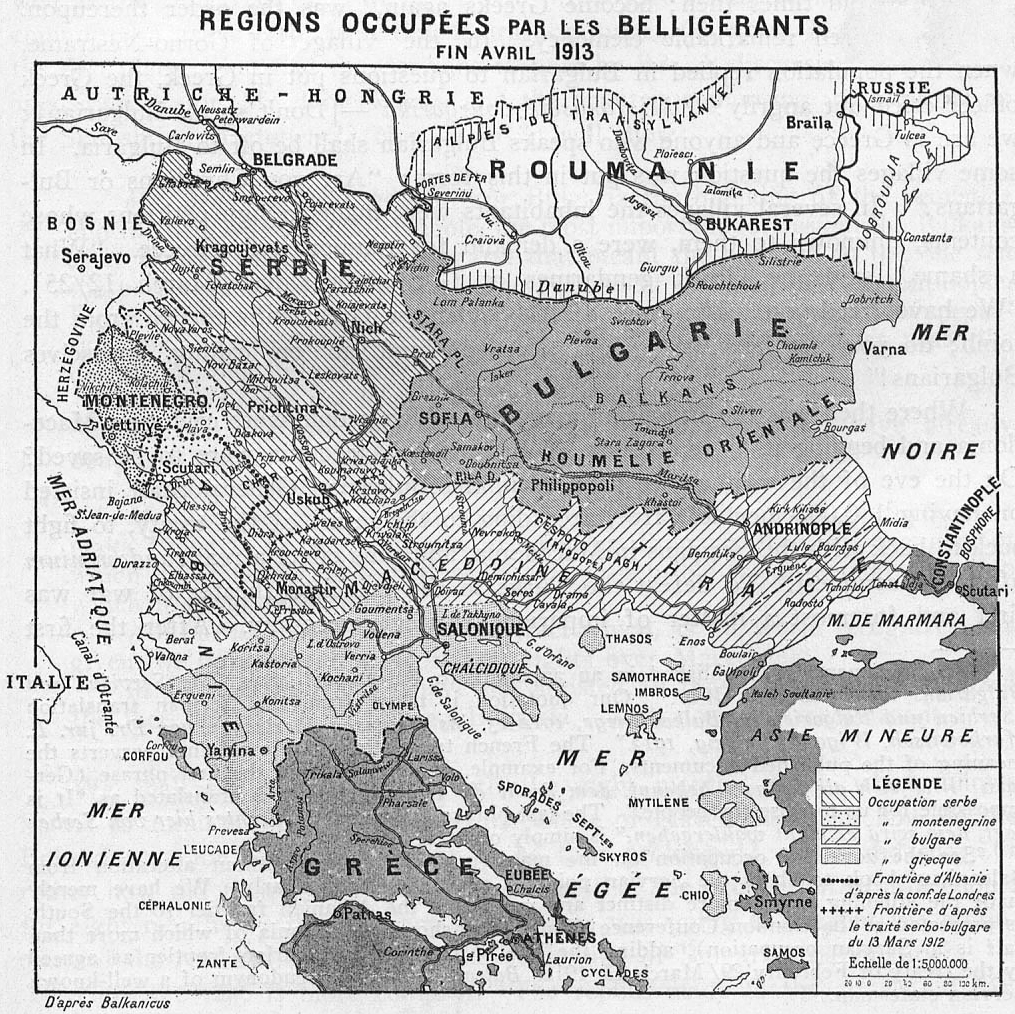
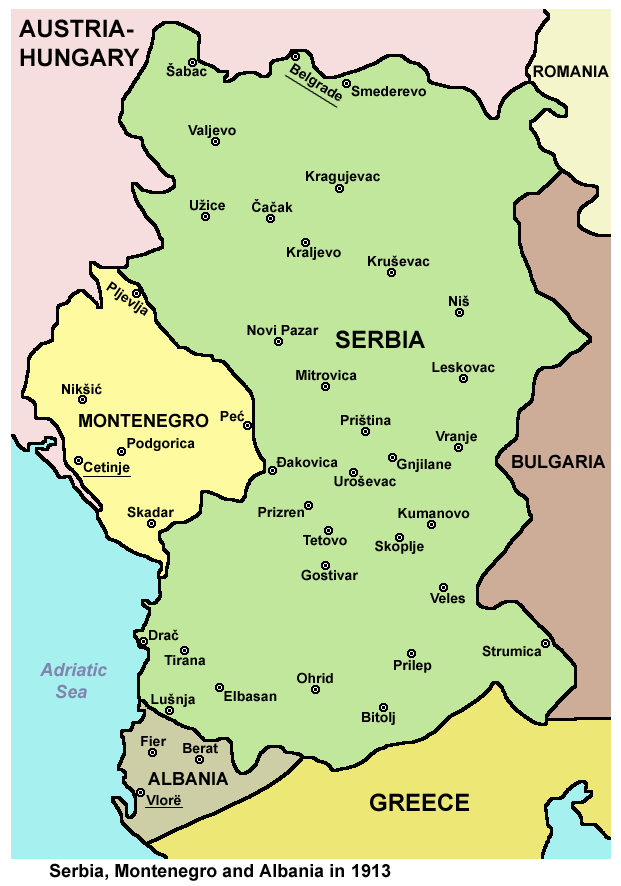

| Bătăliile primului război balcanic |            |                  |                                                                  |           |                        |                                 |       |        |
| Nume                               | Uscat/Mare | Atacatori        | General                                                          | Apărători | General                | Dată                            | Parte | Tratat |
| Bătălia de la Sarantaporo          |            | greci            | Prințul Constantin                                               | otomani   |                        | 9 octombrie 1912                | 1     |        |
| Bătălia de la Giannitsa            |            | greci            | Prințul Constantin                                               | otomani   | Hasan Tașin Pașa       | 19 octombrie 1912               | 1     |        |
| Bătălia de la Kumanovo             |            | sârbi            | Gen. Radomir Putnik (promovat la rangul de Vojvoda după bătălie) | otomani   | Zekki-Pașa (Gen.)      | 23 octombrie 1912               | 1     |        |
| Bătălia de la Kirk Kelesse         |            | bulgari          |                                                                  | otomani   |                        | 24 octombrie 1912               | 1     |        |
| Bătălia de la Pente Pigadia        |            | greci            | Lt Gen K. Sapountzakis                                           | otomani   | Esat Pașa              | 24 - 30 octombrie 1912          | 1     |        |
| Bătălia de la Prilep               |            | sârbi            |                                                                  | otomani   |                        | 3 noiembrie 1912                | 1     |        |
| Bătălia de la Lule-Burgas          |            | bulgari          |                                                                  | otomani   |                        | 28 - 31 octombrie 1912          | 1     |        |
| Bătălia de la Vevi                 |            | greci            |                                                                  | otomani   |                        | 2 noiembrie 1912                | 2     |        |
| Bătălia de la Bitola               |            | sârbi            | Gen. Petar Bojovic                                               | otomani   | Zekki-Pașa (Gen.)      | 16 - 19 noiembrie 1912          | 1     |        |
| Bătălia navală de la Elli          | mare       | greci            | contraamiralul Pavlos Kountouriotis                              | otomani   | amiralul Ramiz Bei     | 3 decembrie 1912                | 1     |        |
| Asediul Adrianopolului             |            | bulgari și sârbi | Gen. Vladimir Vazov, Gen. Stepa Stepanovic                       | otomani   | Gen Ghazi Shulkri Pașa | 17 noiembrie - 3 decembrie 1912 | 1     |        |
| Bătălia navală de la Lemnos        | mare       | greci            | contraamiralul Pavlos Kountouriotis                              | otomani   |                        | 5 -18 ianuarie 1913             | 1     |        |
| Bătălia de la Bizani               |            | greci            | prințul Constantin                                               | otomani   | Esat Pașa              | 20 - 21 februarie 1913          | 1     |        |